# Римсдорф
Римсдорф (фр. Rimsdorf) — коммуна на северо-востоке Франции в регионе Гранд-Эст (бывший Эльзас — Шампань — Арденны — Лотарингия), департамент Нижний Рейн, округ Саверн, кантон Ингвиллер. До марта 2015 года коммуна административно входила в состав упразднённого кантона Сар-Юньон (округ Саверн).
Площадь коммуны — 6,07 км², население — 262 человека (2006) с тенденцией к росту: 317 человек (2013), плотность населения — 52,2 чел/км².

## Население
Население коммуны в 2011 году составляло 303 человека, в 2012 году — 314 человек, а в 2013-м — 317 человек.
| 1962 | 1968 | 1975 | 1982 | 1990 | 1999 | 2006 | 2008 | 2011 | 2012 | 2013 |
| ---- | ---- | ---- | ---- | ---- | ---- | ---- | ---- | ---- | ---- | ---- |
| 256  | 249  | 230  | 253  | 251  | 258  | 262  | 267  | 303  | 314  | 317  |

Динамика населения:

## Экономика
В 2010 году из 186 человек трудоспособного возраста (от 15 до 64 лет) 147 были экономически активными, 39 — неактивными (показатель активности 79,0 %, в 1999 году — 70,1 %). Из 147 активных трудоспособных жителей работали 137 человек (71 мужчина и 66 женщин), 10 числились безработными (5 мужчин и 5 женщин). Среди 39 трудоспособных неактивных граждан 10 были учениками либо студентами, 21 — пенсионерами, а ещё 8 — были неактивны в силу других причин.